# Miroslovești
Mirosloveşti es una comuna ubicada en el distrito de Iași, Rumania.

## Superficie
Cuenta con una superficie de 56,97 kilómetros cuadrados.

## Demografía
Hasta 2021 la población era de 3534 habitantes, con una densidad de población de 62,03 habitantes por kilómetro cuadrado.